# Autorretrato com macaco
Autorretrato com  macaco (Autorretrato con mono, em espanhol) é um óleo sobre masonite da artista mexicana Frida Kahlo, encomendado em 1938 por A. Conger Goodyear, então presidente do Museu de Arte Moderna em Nova Iorque. Ele é um dos muitos autorretratos pintados por Kahlo para amigos e patronos durante sua carreira.
O original está exposto na Albright–Knox Art Gallery, em Buffalo, Nova York.